# Kyselica
Kyselica és un poble i municipi d'Eslovàquia que es troba a la regió de Trnava, a l'oest del país.

## Història
La primera menció escrita de la vila es remunta al 1205.

## Demografia
| Godina             | 1994 | 2004   | 2014    | 2024 |
| ------------------ | ---- | ------ | ------- | ---- |
| Nombre de persones | 124  | 136    | 150     | 270  |
| Diferència         |      | +9,67% | +10,29% | +80% |

| Godina             | 2023 | 2024   |
| ------------------ | ---- | ------ |
| Nombre de persones | 254  | 270    |
| Diferència         |      | +6,29% |